# Sotirios Papagiannopoulos
Sotirios Papagiannopoulos (en grec moderne : Σωτήρης Παπαγιαννόπουλος), né le 5 septembre 1990 à Stockholm en Suède, est un footballeur international suédois d'origine grecque. Il évolue au poste de défenseur central à l'AIK Solna.

## Biographie
Papagiannopoulos joue chez les jeunes pour l'AIK Fotboll. Cependant, il ne fait pas ses preuves et fait ses débuts professionnels pour le Väsby United en 2008. Bien que ses deux premières années de football professionnel soient plutôt irrégulières, il est néanmoins convoqué par l'équipe de Suède des -19 ans, pour laquelle il dispute trois matches internationaux. Au cours de la saison 2010, il est de plus en plus utilisé dans son club et joue 18 des 30 matchs de la saison, avant de rompre son contrat à la fin de la saison. Le défenseur passe en troisième division, où il devient capitaine de l'équipe d'Akropolis IF. Après une saison de cinq buts en 24 matches, il revient en Superettan où il signe un contrat avec l'Assyriska FF. Dans cette équipe, il devient un joueur régulier pendant la majeure partie de ces années au sein du club. 
Après la fin de la saison 2015, Papagiannopoulos est transféré en Grèce au PAOK Salonique. En Grèce, cependant, il joue peu, n'étant que remplaçant. Ce manque de temps de jeu le conduit à résilier son contrat à l'été 2015. En conséquence, le défenseur retourne en Suède, où il joue pour l'Östersunds FK en deuxième division. Jusqu'à la fin de la saison, il dispute 9 matchs, sous la houlette de l'entraîneur Graham Potter. En mai 2017, lui et le club se qualifient pour la finale de la Coupe de Suède qu'ils remportent. Lors de cette finale, il est remplaçant, mais joue la deuxième mi-temps après avoir remplacé Hosam Aiesh. 
Grâce à cette victoire, il effectue lors de cette même année ses débuts en Ligue Europa.

## Palmarès
| Östersunds FK - Coupe de Suède (1) : - Champion : 2016-17. |  | FC Copenhague - Championnat du Danemark (1) : - Champion : 2018-19. |